# Västantarktis

Västantarktis vänster i bild.

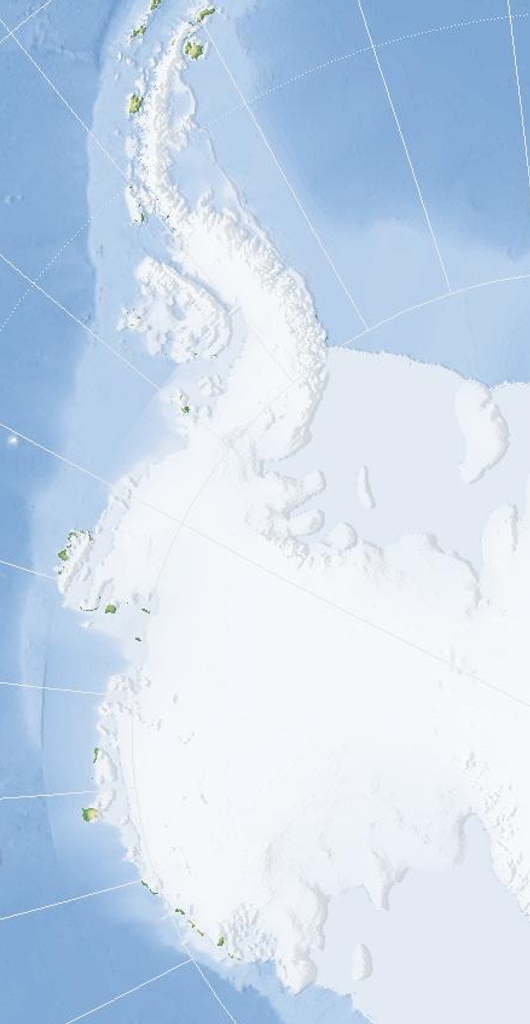
Översiktskarta över Västantarktis.

Västantarktis är den delen av Antarktis som ligger på västra halvklotet, avskilt från Östantarktis av de Transantarktiska bergen. Här ligger både Antarktis nordligaste plats (Hope Bay) och högsta punkt (Vinsonmassivet).

## Geografi
Västantarktis är den mindre delen av Antarktis. Området geografiska gräns sträcker sig från Rosshavet till Weddellhavet och nästan hela Västantarktis ligger på Västra halvklotet. Större delen av Västantarktis är täckts av glaciärer och inlandsisar men det finns även snöfria områden kallade antarktiska oaser. Drakes sund och Scotiahavet skiljer Antarktis från Sydamerika.

### Områden
Västantarktis geografiska områden är:
- Graham Land
- Palmer Land
- Ellsworth Land
- Marie Byrd land
- Edward VII land

### Angränsande hav
Västantarktis gränsar till:
- Scotiahavet
- Weddellhavet
- Bellingshausenhavet
- Amundsenhavet
- Rosshavet

### Bergsområden
De största bergskedjorna är:
- Transantarktiska bergen
- Ellsworth Mountains

De högsta topparna är:
- Vinson Massif, 4 892 m ö.h., Sentinel Range
- Mount Tyree, 4 852 m ö.h., Ellsworth Mountains
- Mount Shinn, 4 660 m ö.h., Sentinel Range
- Mount Gardner, 4 587 m ö.h., Ellsworth Mountains
- Mount Craddock, 4 368 m ö.h., Sentinel Range

### Shelfis
De största shelfisområden är:
- Filchner Ronne shelfis, cirka 422 420 km²
- Larsens shelfis, cirka 48 600 km²
- George VI-shelfis, cirka 23 880km²
- Wilkins shelfis, cirka 13 680 km²
- Ross shelfis, cirka 472 960 km²